# Eustache Deschamps
Eustache Deschamps (n. 1340, Vertus, Champagne-Ardenne, Franța – d. 1406) a fost un poet medieval francez.
A fost discipol al lui Guillaume de Machaut.
A scris un număr mare de balade, rondeluri și alte poezii cu formă fixă.
Este autorul celui mai vechi tratat de poetică franceză (Art de dictier et de fere chançons, 1392 - "Arta de a te inspira și a compune cântece").